# Len Ceglarski
Len Ceglarski, Leonard Stanley Ceglarski (East Walpole, Massachusetts, 1926. június 27. – 2017. december 16.) olimpiai ezüstérmes amerikai jégkorongozó, edző.

## Pályafutása
1948 és 1951 között a Boston College, 1951-52-ben az amerikai olimpiai válogatott, 1954-55-ben a Worcester Warriors játékosa volt. Az 1952-es oslói olimpián az amerikai válogatott tagjaként ezüstérmet szerzett. 1958 és 1992 között edzőként tevékenykedett. 1958 és 1972 között  a Clarkson Golden Knights, 1972 és 1992 között a Boston College vezetőedzője volt.

## Sikerei, díjai
- Olimpiai játékok
  - ezüstérmes: 1952, Oslo